# Mlada misa
Mlada misa, prvomisa (lat. Prima Missa), primicije (primitiae) ili mladomisničko slavlje je euharistijsko slavlje kojim mladomisnik, tek zaređeni svećenik, potvrđuje sakrament svećeničkoga reda. Čin je to kojim svećenik prima na sebe službu koju mu Crkva povjerava. Zajedno s ređenjem predstavlja završetak priprave za svećeništvo (svećeničke formacije).
Premda se često uspoređuje s vjenčanjem, odnosno, sakramentom ženidbe, takva je usporedba teološki nepotpuna i neprikladna, s obzirom na to da je jedini istinski zaručnik Crkve Krist. Mladomisnik tj. svećenik postaje sudionikom i graditeljem odnosa između Krista (Zaručnika i Glave) i Crkve (Tijela), poput laika, ali s drukčijim poslanjem i dužnostima.
Mladomisnik mladu misu obično služi u matičnoj župi. Uz obitelj, na njoj se okuplja šira župna zajednica kao znak prihvaćanja novozaređenika. U obredu se mlade mise mladomisnik oprašta od roditelja ištući njihov blagoslov, napuštajući time simbolično svoj dotadašnji, svjetovni život i pripremajući se za preuzimanje svećeničke službe.

## Razvoj slavlja
Mlada misa bila je u početcima Crkve slavlje prve euharistije u i sa zajednicom u kojoj se prezbiter zaređuje i koja mu je povjerena. Slavlje je najčešće zapoćinjalo molitvom večernje Časoslova i/ili euharistijskim klanjanjem večer uoči mlade mise s nagovorom župnika i zahvalom mladomisnika, pri čemu se često udjeljivao prvi mladomisnički blagoslov. U srednjem vijeku uz mladomisnika je na mladoj misi bio prezbiter pomoćnik, od kojega se razvio običaj po kojemu homiliju ne drži mladomisnik, već svećenik kojega mladomisnik za to odabere. Nadalje, u srednjem vijeku također se razvio i običaj po kojemu novozaređeni prezbiter drži zasebnu propovijed prije mlade mise, nakon koje je u svečanoj procesiji, od rodne kuće nakon roditeljska blagoslova, praćen do crkve u kojoj mu je bilo dodijeljeno mjesto u prezbiteriju. U sakristiji bi skinuo korsko i odjenuo liturgijsko misno ruho. Za slavlje tada još nije postojao poseban misni obrazac, nego su se liturgijska čitanja i misal uzimali od danje mise (toga dana) ili svečane zavjetne mise Presvetoga Trojstva ili Duha Svetoga. Završetak mladomisničkoga slavlja bila je izvorno svečana večernja ili, u novije vrijeme, drugo slavlje euharistije u popodnevnim satima. Od druge polovine 20. st. priprema za mladomisničko slavlje dopunjuje se duhovnim sadržajima.

## Slavlje mlade mise
Mlada misa može, ali i ne mora biti prva sveta misa koju predvodi mladomisnik, no svakako je prva misa koju predvodi u zajedništvu sa župnom zajednicom u kojoj je odrastao i koja ga je pratila na putu prema svećeništvu (prezbiteratu). Slavlje mlade mise priprema se i održava prema već ustaljenoj pastoralnoj praksi obogaćenoj običajima i tradicijima pojedinih mjesnih Crkava. Za slavlje se mladomisnik najčešće priprema trodnevnom duhovnom pripravom, sakramentima (osobito ispovijedi), osamom i razmatranjem (meditacijom). Prije ređenja izabire svoje mladomisničko geslo iz Svetog pisma ili citat nekog svetca koji naglašava njegovo svećeničko i duhovno poslanje.

Mladomisnik na kućnome pragu dobiva roditeljski blagoslov te odjeven u bijelo misno ruho i praćen obitelji, rodbinom i vjernicima u procesiji dolazi do crkve u kojoj će služiti mladu misu. Na samoj misi homiliju drži svećenik kojega je mladomisnik samo odabrao. U molitvenim obrascima obreda ređenja i pitanjima koje biskup postavlja mladomisniku naglašava se poslanje svećenika i navodi djelokrug i smisao njegove službe. Tako mladomisnik ređenjem prihvaća i preuzima euharistijsku službu proslave Kristovih otajstava, službu propovijedanja evanđelja i izlaganja Crkvena nauka te službu svakodnevna suobličavanja Kristu. Najvažniji trenutak obreda ređenja je biskupovo polaganje ruku, posvetna molitva i blagoslov mladomisnika. Biskup novozaređenu svećeniku pomazuje dlanove svetom krizmom (uljem) i predaje pliticu s kruhom i kalež riječima:
. Neizostavni dio svršetka mladomisnička slavlja je mladomisnički blagoslov, prvo zajednički (s ostalim mladomisnicima, za sav okupljeni puk), a potom i pojedinačni.

## Augustinove „upute”
Sveti Augustin u svojemu pismu biskupu Valeriju piše o izazovima svećeničke službe i ono se smatra svojevrsnim „uputama” za sve mladomisnike i svećenike:
 U pismu Augustin osuđuje površnost, ulizivaštvo, gizdavost i sve ostale pogrešne motivacije i pristupe koje bi svećenik mogao imati u pristupanju Svetom Redu. Augustin je, kao i brojni monasi iz prvih stoljeća kršćanstva, pristupao svećeništvu sa strahopoštovanjem te svjesnošču o duhovnoj odgovornosti i razornim posljedicama zloporabe službe po Crkvu i duše pojedinaca. U pismu navodi kako je lijevao suze pri svojemu ređenju od straha pred zahtjevnošću službe te kako mu je ređenje otvorilo ranu u srcu (vulnus meum) s trostukom boli – boli od neuspjeha, podvojenosti između božanskog i ljudskog te boli nepravedne osude – koja mu pomaže u suobličavanju Kristu tj. djelovanju in persona Christi (u osobi Krista). Augustin u pismu biskupa Valerija moli neka mu dopusti vrijeme samoće za što bolju pripravu za ređenje molitvom i studijem (orando ac legendo). Augustin upozorava buduće mladomisnike na trostruki strah (od nepripremljenosti za ređenje i službu, odbacivanja primljenih milosti i udaljavanja od Krista) i „trijeznu radost” koje bi trebali gajiti u pripremi za svećeništvo. Ta „trijezna radost” ona je sv. Pavla koji je bio i »izvan sebe« (mente excedimus) i »pri sebi« u svojoj zajednici (2 Kor 5,13).